# Kollen Island
Kollen Island ist eine 75 m hohe Insel vor der Küste des ostantarktischen Kemplands. Sie liegt vor der Ostflanke der Zunge des Hoseason-Gletschers.
Norwegische Kartographen, die sie als Kollen (norwegisch für Hügel) benannten, kartierten sie 1946 anhand von Luftaufnahmen der Lars-Christensen-Expedition 1936/37. Das Antarctic Names Committee of Australia übertrug diese Benennung ins Englische.